# 感染拡大防止特例2021
感染拡大防止特例2021（かんせんぼうしとくれい2021、通称：特例2021）は、日本野球機構（NPB）が新型コロナウイルス感染症の感染拡大を防止し、シーズンを最後まで継続することを目的に新設されたルールで、選手が新型コロナウイルスに感染したり濃厚接触者となったりした場合にその選手の出場選手登録を抹消したあと、10日間が経過していなくても再登録できるルールである。
2022年に適用された感染拡大防止特例2022（通称：特例2022）、および2023年に適用された感染拡大防止特例2023（通称：特例2023）についても、基本的には名称の変更以外は感染拡大防止特例2021がそのまま継続して適用されているため、本項目を参照のこと。

## 概要
前年に定められた感染拡大防止特例2020と大きな変化はないが、外国人選手枠に対し「投手と野手のどちらかを4人にした場合は、以後もその内訳を変えることはできない」という制約が廃止された。
2023年7月3日に、感染の疑いや体調不良がある場合に出場選手登録を抹消された選手を10日間経過せず再登録できる規則については同年シーズン限りで廃止されることが決まった。その他の出場選手登録数（29人→31人）、ベンチ入りメンバーの数（25人→26人）、外国人選手の出場選手登録数（4人→5人）の特例の2024年シーズン以降の扱いについては未定である。

## 規定内容
本人や家族の感染疑いや体調不良の症状が発生した場合、選手異動手続き（出場選手登録・登録抹消）に特例を適用することができる。
主な規定は以下の通り。

## 適用事例

### 感染拡大防止特例2021
3月27日に、東北楽天ゴールデンイーグルスは福山博之投手を、近親者が新型コロナウイルス感染者の濃厚接触者と判断されたため、「感染拡大防止特例2021」を適用して出場選手登録から外した。
3月31日に、東京ヤクルトスワローズは西田明央捕手と20代の球団スタッフの2人が新型コロナ検査で陽性と判定されたと発表した。球団は西田に加え、濃厚接触の可能性があったアルバート・スアレス投手、山田哲人、西浦直亨、内川聖一の3内野手、青木宣親外野手の5選手について特例2021を適用し登録を抹消した。
4月4日に、読売ジャイアンツは丸佳浩外野手、中島宏之内野手ら6選手の登録を抹消。丸、中島が新型コロナ陽性判定を受け、若林晃弘内野手は再検査の必要があるとされた。また、この3選手の他、陽性判定者との接触頻度が高いと判断した亀井善行外野手、増田大輝、北村拓己の両内野手の登録を特例2021対象選手として抹消した。
4月30日に、北海道日本ハムファイターズは西川遥輝外野手、中島卓也内野手、清水優心捕手の3選手が札幌市内で受けたPCR検査の結果、新型コロナ陽性判定を受けたため、特例2021対象選手として、濃厚接触の可能性がある淺間大基外野手を含めた4人の登録を抹消した。
5月1日に、パ・リーグは新型コロナ特例2021対象選手として、北海道日本ハムドラフト6位、今川優馬外野手の登録抹消を公示した。
5月2日に、北海道日本ハムは郡拓也捕手、ロニー・ロドリゲス、高濱祐仁の両内野手を新型コロナ特例2021対象選手として登録を抹消した。
5月4日に、パ・リーグは新型コロナ特例2021対象選手として、北海道日本ハムの石川亮捕手、渡邉諒内野手の登録抹消を公示した。
5月18日に、千葉ロッテマリーンズは柿沼友哉捕手を、柿沼に近い関係者が17日に新型コロナ陽性判定となったことを受け、柿沼が保健所から自宅隔離の指示を受けたため、NPBの特例2021により登録を抹消した。
5月18日に、広島東洋カープは新型コロナ特例2021に基づき、計16選手の入れ替えを行った。17日に新型コロナ陽性判定を受けた菊池涼介、小園海斗の両内野手、正隨優弥外野手の3名に加えて、磯村嘉孝、石原貴規の両捕手、松山竜平、大盛穂、西川龍馬の3外野手、計8選手の登録を抹消。磯村ら5選手はPCR検査で陰性結果が出ており、管轄保健所の調査で濃厚接触者とされたものはいないものの、球団独自の判断で抹消した。
5月21日に、広島の鈴木誠也、長野久義の両外野手、羽月隆太郎内野手が特例2021対象選手として登録を抹消。3人は20日のPCR検査において、新型コロナ陽性を判定されていた。
5月23日に、広島は特例2021対象選手として、森下暢仁と高橋昂也の両投手の登録を抹消。両投手は、22日に受けたPCR検査で陰性と診断されたが、管轄保健所から21日までに判明した陽性者との接触状況から、濃厚接触者と判定された。
5月24日に、広島の九里亜蓮投手が、特例2021対象選手として登録を抹消。23日のPCR検査において、新型コロナ陽性を判定されていた。
8月26日に、埼玉西武ライオンズは森友哉捕手と山川穂高内野手を特例2021対象選手として登録抹消を発表した。
9月7日に、オリックス・バファローズはアダム・ジョーンズ外野手を特例2021対象選手として登録抹消を発表。6日にワクチンを接種しており、副反応が見られた。

### 感染拡大防止特例2023
2023年5月11日に東京ヤクルトスワローズの中村悠平が特例2023適用により出場選手登録を外れた。
5月23日に東京ヤクルトスワローズの青木宣親が特例2023により出場選手登録を外れ、代わりに石川雅規投手が登録された。
5月31日に福岡ソフトバンクホークスのロベルト・オスナが体調不良のため特例2023により出場選手登録を外れ、代わりに尾形崇斗が登録された。